# Том Інс
Том Інс (англ. Tom Ince; нар. 30 січня 1992, Стокпорт) — англійський футболіст, нападник клубу «Вотфорд».
Виступав у англійській Прем'єр-лізі за клуби «Крістал Пелес», «Галл Сіті» та «Гаддерсфілд Таун», а також молодіжну збірну Англії.

## Клубна кар'єра

### «Ліверпуль»
Народився 30 січня 1992 року в місті Стокпорт. Вихованець «Ліверпуля». За основну команду «червоних» зіграв лише один раз — 22 вересня 2011 року Том вийшов на 106-й хвилині матчу Кубка футбольної ліги з «Нортгемптон Таун». Матч закінчився внічию (2:2), але в серії пенальті «Ліверпуль» програв 2:4 і сенсаційно вибув з турніру.
1 листопада 2010 року Інс відправився в оренду до січня 2011 року в «Ноттс Каунті», який тренував його батько Пол Інс. Він дебютував за новий клуб 6 листопада в першому раунді Кубка Англії проти «Гейтсгеда» (2:0). 13 листопада він дебютував у Першій лізі Англії у матчі проти «Ексетер Сіті» (1:3), а 11 грудня забив свій перший гол у дорослій кар'єрі у ворота «Мілтон-Кінз Донз» (2:0). Наприкінці грудня 2010 року Інс сказав, що приєднання до «Ноттс Каунті» принесло йому користь, оскільки він «трохи заблукав» у «Ліверпулі». Інс забив за «Каунті» вдруге 3 січня 2011 року в грі проти «Гартлпул Юнайтед» (3:0) і після закінчення терміну його оренди 10 січня він повернувся до «Ліверпуля». Незважаючи на неодноразові спроби його батька продовжити оренду Тома, «Ліверпуль» відмовився. Контракт Інса закінчувався наприкінці сезону 2010/11, і клуб не погоджувався дати нову оренду Інсу, доки він не підпише новий довгостроковий контракт. Зрештою, Інс відмовився підписати новий контракт з «Ліверпулем», і тому він залишив клуб на безкоштовній основі в кінці сезону.

### «Блекпул»

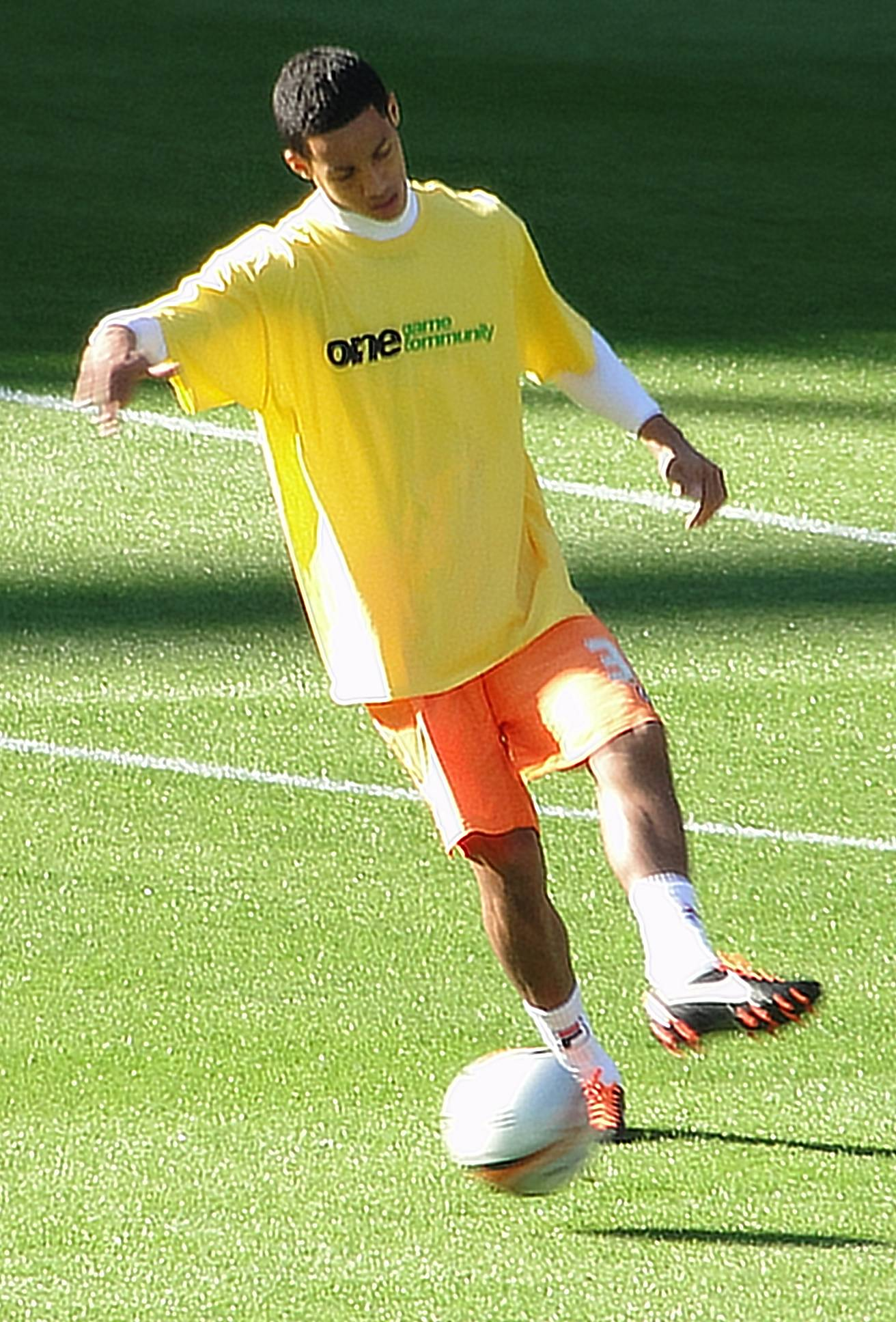
Том Інс під час виступів за «Блекпул». 2011 рік.

3 серпня 2011 Інс підписав дворічний контракт з «Блекпулом», який саме вилетів до Чемпіоншипу. Він дебютував за новий клуб у Кубку Англії 11 серпня 2011 року в матчі проти «Шеффілд Венсдей» (0:0, 4:2 пен.). Інс забив свій перший гол за «Блекпул» у матчі проти «Донкастер Роверз» (2:1) 18 жовтня 2011 року У фіналі плей-оф за вихід до Прем'єр-ліги Англії 19 травня 2012 року Інс забив у ворота «Вест Гем Юнайтед», але його клуб програв 1:2 і не зумів підвищитись у класі.
18 серпня 2012 року, у першій грі сезону 2012/13, Інс забив два м'ячі у ворота «Міллволла» (2:0). Після гри головний тренер команди Іан Голловей сказав, що «Блекпул» отримав пропозицію від невідомого клубу, але Інс вирішив залишитися в клубі. Холлоуей заявив: «Був інтерес до Тома минулого тижня. Ніхто не чув про це, але я поділюся з вами. Його батько хоче, щоб він залишився з нами».
7 серпня він зробив дубль у матчі проти «Іпсвіч Тауна» (6:0), а у вересні він забив у матчах проти «Барнслі» та «Мідлсбро». Він забив свій десятий гол у сезоні в листопаді, тим самим завершивши чотириматчеву гольову серію.
У грудні 2012 року повідомлялося, що форма Інса привернула увагу його колишнього клубу «Ліверпуль», який готував пропозицію в 4 мільйони фунтів стерлінгів у січневе трансферне вікно. У січні «Ліверпуль» розпочав переговори з «Блекпулом», але ціна у розмірі 8,5 мільйонів фунтів стерлінгів виявилася занадто високою для «Ліверпуля», оскільки вони вже підписали контракт з Деніелом Старріджем і виплатили контракт Джо Коулу, тому вони відмовилися від переговорів. «Редінг» також зробив запит на підписання гравця, запропонувавши трохи менше 8 мільйонів фунтів стерлінгів, але Інс все ж залишався в «Блекпулі» і незабаром команду очолив батько Інса Пол.
На церемонії нагородження футбольної ліги 2013 року 24 березня Інс отримав нагороду як найкращий молодий гравець року у футбольній лізі. У квітні 2013 року, коли Вілфрід Заха перейшов із «Крістал Пелес» у «Манчестер Юнайтед» за 15 мільйонів фунтів стерлінгів, а Інс став п'ятим бомбардиром Чемпіоншипу з 18 голами, батько Інса прокоментував, що Тома слід оцінювати у 25 мільйонів фунтів. 30 червня 2013 року «Блекпул» прийняв пропозицію від «Кардіфф Сіті» на суму 8 мільйонів фунтів стерлінгів . Повідомлялося, що «Свонсі Сіті» також був зацікавлений у підписанні Інса, але його відлякала ціна. Незважаючи на узгодження особистих умов і проходження медичного огляду з «Кардіфф Сіті», Інс відмовився від переїзду 12 липня, щоб залишитися в «Блекпулі» зі своєю новонародженою дитиною. Пізніше з ним пов'язували «Астон Віллу» та «Евертон», але Інс вирішив залишитися в «Блекпулі».
У своїх перших десяти іграх Чемпіоншипу сезону 2013/14 Інс забив шість голів, і команда піднялася на четверте місце. Однак потім він забив лише один гол у своїх наступних тринадцяти матчах чемпіонату, зрівнявши рахунок у грі проти «Лідс Юнайтед» (1:1) 26 грудня 2013 року. 18 січня 2014 року він відіграв 90 хвилин у виїзній поразці проти «Барнслі» (0:2). Це була його остання гра за «Блекпул». За час роботи в клубі Інс провів 113 матчів і забив 33 голи. Через три дні його батька звільнили з посади менеджера, а футболіст був виключений із команди на їхні матчі проти «Донкастера» 25 січня та «Редінга» 28 січня.

#### Оренда в «Крістал Пелес»
У січневе трансферне вікно 2014 року багато клубів звернулися до «Блекпула», щоб підписати Інса, який вів переговори з «Евертоном», «Кардіффом», «Ньюкаслом», «Галл Сіті», «Сандерлендом», «Сток Сіті», «Свонсі Сіті», «Тоттенгемом», «Крістал Пелес» і знову своїм колишнім клубом «Ліверпулем». Однак Інс знову відкинув пропозицію «Ліверпуля», вважаючи, що він не готовий перейти в клуб їхнього рівня. Іноземні клуби, такі як «Аякс», «Інтернаціонале» і «Парі Сен-Жермен» також виявили свою зацікавленість, а «Монако» хотів отримати Інса на умовах вільного агента влітку. Інс і його батько Пол зустрілися з представниками «Монако» в Лондоні 16 січня, всього за два дні до поразки «Блекпула» від «Барнслі» з рахунком 0:2, яка, як вважалося, була однією з причин звільнення його батька з посади головного тренера «Блекпула».
Повідомлялося, що відхід його батька, швидше за все, прискорить відхід Інса з «Блекпула», причому оренда вважається найбільш імовірною, оскільки це дасть йому свободу вибору влітку, коли закінчиться його контракт з «Блекпулом». Перехід в оренду в «Крістал Пелес», «Сток Сіті», «Свонсі», «Сандерленд» або «Галл Сіті» вважався найбільш вірогідним, причому угода зводилася до розміру плати за оренду та відсотка від його зарплати, яку виплачував клуб, який орендував його. 30 січня 2014 року Інс підписав контракт з клубом Прем'єр-ліги «Крістал Пелес» на правах оренди на решту сезону 2013/14 років за 1 мільйон фунтів стерлінгів. Інс дебютував у вищому англійському дивізіоні 8 лютого 2014 року, відігравши 90 хвилин і забивши перший гол за «Кристал Пелас» у той день у переможному матчі проти «Вест-Бромвіч Альбіона» (3:1). Загалом Том зіграв за команду 8 ігор до кінця сезону, але більше не забивав.

### «Галл Сіті» та оренда в «Ноттінгем Форест»

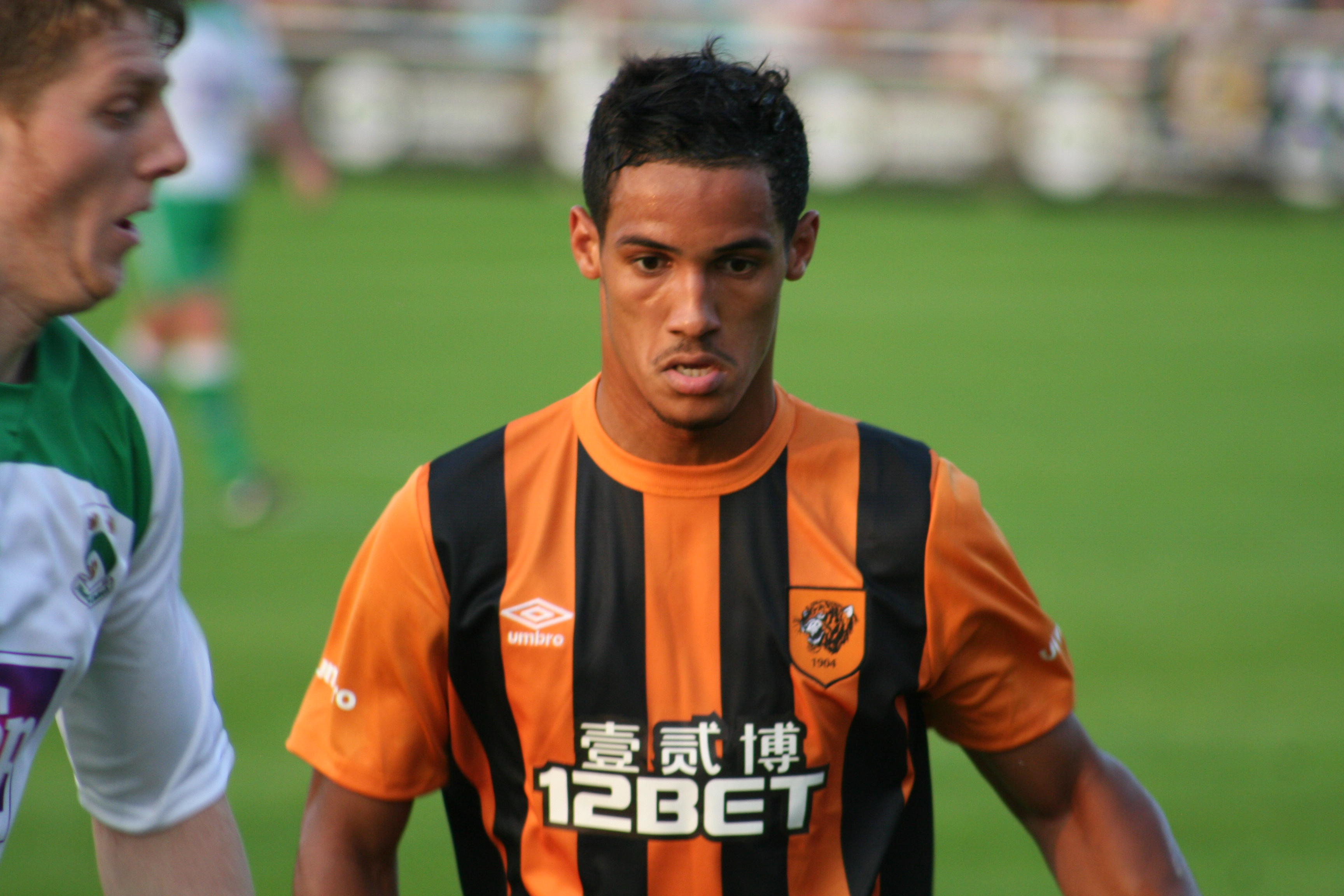
Том Інс під час виступів за «Галл Сіті». 2014 рік.

Через те, що його контракт із «Блекпулом» закінчувався, а Інс не бажав його продовжувати, клуби почали проявляти інтерес до його підписання. «Крістал Пелас», «Галл Сіті», «Ньюкасл Юнайтед», «Сток Сіті», «Сандерленд» і «Свонсі Сіті» з Прем'єр-ліги, а також європейські клуби «Монако», «Олімпіакос» і «Інтер» висловили бажання підписати гравця. Він провів кілька днів у Монако, а потім у Мілані, обговорюючи перехід, але зрештою відмовив і «Монако», і «Інтеру». Він сказав, що «після тривалих дискусій зі своєю сім'єю я вирішив, що моє найближче майбутнє в Прем'єр-лізі», хоча він «все ще мав амбіції одного дня грати в Європі». В результаті після закінчення терміну дії контракту з «Блекпулом» Інс у липні 2014 року перейшов у «Галл Сіті» на правах вільного агента та підписав дворічний контракт.
Інс виходив на заміну в обох матчах третього кваліфікаційного раунду Ліги Європи «Галла» проти словацького клубу «Тренчин», перш ніж дебютувати в Прем'єр-лізі за клуб 16 серпня, зігравши 82 хвилини в переможному матчі проти «Квінз Парк Рейнджерс» (1:0). Він також виходив з лавки в обох матчах раунду плей-офф Ліги Європи проти бельгійського «Локерена». Між цими матчами він вийшов у стартовому складі на гру проти «Сток Сіті» 24 серпня (1:1). 31 серпня він знову вийшов у стартовому складі клубу під час матчу проти «Астон Вілли» (1:2), але був вилучений через 57 хвилин. Після цього футболіст пропустив місяць, перш ніж знову зіграв за клуб, провівши 90 хвилин і забивши у матчі Кубка ліги проти «Вест Бромвіч Альбіон» (2:3) 24 вересня. Пізніше він сказав, що зміна тактики менеджера Стіва Брюса на більш оборонний підхід залишила його поза складом.
30 жовтня 2014 року, зігравши лише у трьох із дев'яти матчів Прем'єр-ліги за «Галл», Інс підписав орендну угоду із клубом Чемпіоншипу «Ноттінгем Форест» до 28 грудня і дебютував за нову команду наступного дня, відігравши всі 90 хвилин у матчі проти «Гаддерсфілд Тауна» (0:3). З наступних семи матчів Інс тричі вийшов у стартовому складі та двічі виходив на заміну, перш ніж «Галл» його достроково відкликав з оренди 22 грудня 2014 року.
Інс відразу ж повернувся в команду, вийшовши на заміну в матчі «Галла» проти «Сандерленда» (3:1) на Боксінг-Дей. Він вийшов з лаву запасних через два дні під час матчу проти «Лестера» (0:1), а потім вийшов у стартовому складі проти «Арсенала» в Кубку Англії 4 січня (0:2). Він вийшов на поле на 39-й хвилині гри чемпіонату з «Вест Бромвіч Альбіоном» (0:1) 10 січня, а потім, пропустивши три тижні, він знову зіграв, вийшовши з лавки запасних у матчі з «Ньюкаслом» (0:3) 31 січня, провівши свою останню гру а команду. Всього того сезону він провів лише 7 ігор у вищому англійському дивізіоні.

### «Дербі Каунті»

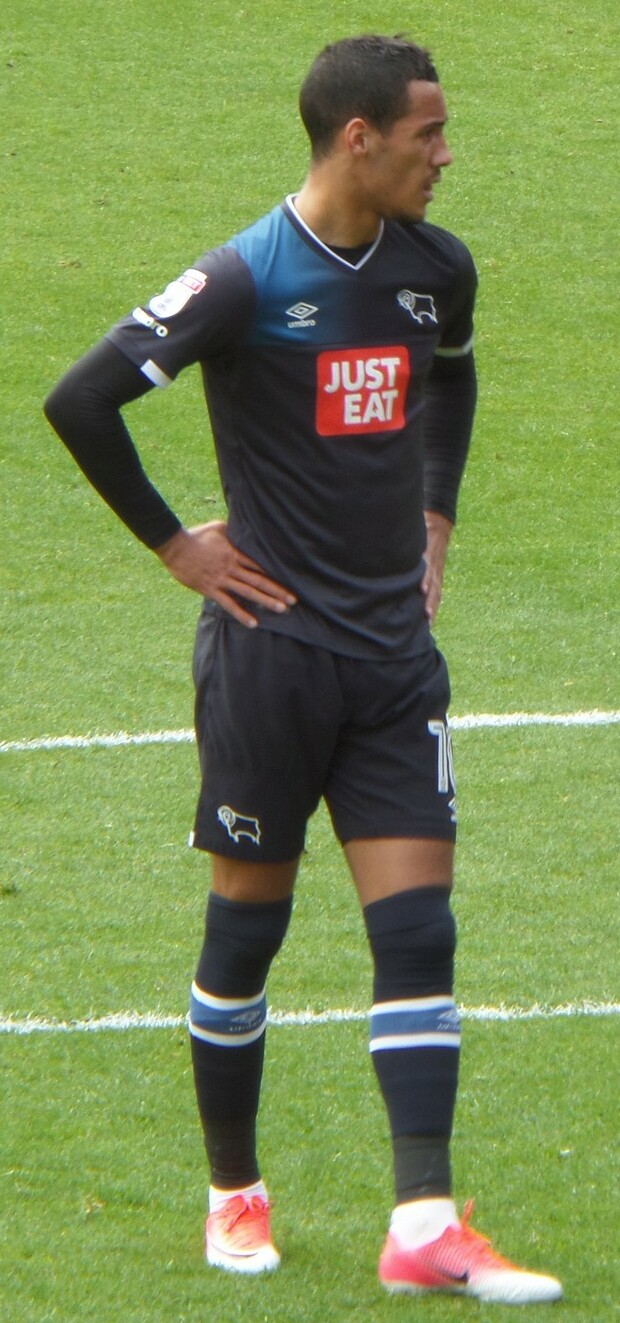
Том Інс під час виступів за «Дербі Каунті». 2017 рік.

2 лютого 2015 року Інс приєднався до клубу Чемпіоншипу «Дербі Каунті» на правах оренди до кінця сезону. Менеджер «Дербі» Стів Макларен сказав, що підписання гравця калібру Інса було «справжнім переворотом», і він був упевнений, що Інс вплине на команду. Через п'ять днів Інс відзначився дублем під час свого дебютного матчу за «Дербі» проти «Болтон Вондерерз» (4:1), при чому він ледь не зробив хет-трик, влучивши у штангу воріт Енді Лонергана в компенсований час другого тайму. У наступних двох іграх Інс забив ще три голи: 10 лютого проти «Борнмута» (2:2) і ще один дубль у виїзній грі проти «Ротергем Юнайтед» (3:3) 17 лютого.
Забивши п'ять голів у трьох матчах, Інс оголосив, що «влаштувався» в «Дербі», сказавши, що він «почувається впевнено». Загалом до завершення терміну оренди він забив 11 голів у 18 матчах, але з 8 матчів, в яких він забивав, 6 з них завершилися внічию, тому клубу не вдалося підвищитись у класі. Тим не менш 3 липня 2015 року «Дербі Каунті» підписав з гравцем чотирирічний контракт з Інсом, заплативши за гравця 4,75 мільйона фунтів стерлінгів. Завдяки цьому Інс ненадовго став найдорожчим трансфером клубу. Його рекорд був перевищений менше ніж через місяць, коли клуб купив півзахисника Бредлі Джонсона з «Норвіч Сіті» за 6 мільйонів фунтів. Інс розпочав наступний сезон як стабільний гравець основи і взяв участь у всіх перших восьми матчах «Дербі» в чемпіонаті, а також вийшов на заміну в грі проти «Портсмута» (1:2) у Кубку ліги 12 серпня. Його перший гол у новому сезоні був забитий 15 вересня у ворота «Редінга», після чого Інс пропустив наступний матч через легку травму на тренуванні. 26 вересня, коли Інс повернувся до стартового складу на виїзний матч проти «Мілтон-Кінз Донз», він на 90-й хвилині віддав результативну передачу Даррену Бенту, а на 96-й хвилині сам забив гол, принісши перемогу своїй команди з рахунком 3:1. 15 грудня Інс зробив свій перший хет-трик на дорослому рівні у переможному матчі проти «Бристоль Сіті» (4:0). Результат підняв «Дербі» на третє місце в турнірній таблиці, і менеджер Пол Клемент похвалив Інса, сказавши, що «це був дуже хороший результат від нього і буде блискучим для його впевненості». Так і сталось, оскільки Інс знову забив у наступному матчі, який відбувся 19 грудня, принісши перемогу своїй команді в домашньому матчі проти «Іпсвіч Таун» (1:0). У наступному матчі він упустив дві хороші нагоди, втім його команда змогла здобути перемогу над «Фулгемом» з рахунком 2:0 на Боксінг-Дей, але 29 грудня виправився в грі проти запеклого суперника, «Лідс Юнайтед». Він Інс на поле на 76-й хвилині, коли «Дербі» програвав з рахунком 1:2, зрівнявши рахунок лише через дві хвилини, який і приніс його команді нічию.
Потім Інс пережив важкий період, не забиваючи в наступних дванадцяти матчах у чемпіонаті та кубку. Після перших семи матчів, протягом яких «Дербі» програв п'ять разів, двічі зіграв внічию, забив лише три голи, був звільнений тренер Пола Клемент, а втратив Інс місце в стартовому складі. Це збіглося з поверненням команди до форми, яка виграла два з наступних трьох матчів, а Інс виходив на заміну у другому таймі. Він повернувся до стартового складу 5 березня на гру проти «Гаддерсфілд Тауна» (2:0) та завершив свій безгольовий період через два матчі 12 березня, забивши дубль у ворота «Ротергем Юнайтед» (3:3). Інс завершив сезон ще двома голами, забиваючи у ворота клубів «Болтон Вондерерз» (4:1) 9 квітня та «Бристоль Сіті» (3–2) 19 квітня. В результаті клуб завершив сезон на п'ятому місці та потрапив до півфіналу плей-оф за вихід до вищого дивізіону. Там у першій грі «Дербі» програли вдома 0:3 колишній команді Інса «Галл Сіті», тому навіть перемога 2:0 у матчі відповіді не дозволила «Дербі» пробитись до фіналу.
Наступний сезон виявився для клубу ще більш невдалим, команда стала лише дев'ятою і не мала жодних шансів на боротьбу за підвищення у класі. Інс забив свій перший гол у сезоні 2016/17 лише 27 вересня проти «Кардіфф Сіті» (2:0) і за підсумками сезону став найкращим бомбардиром команди із 15 голами.

### «Гаддерсфілд Таун» і «Сток Сіті»
4 липня 2017 року Інс підписав трирічну угоду з клубом Прем'єр-ліги «Гаддерсфілд Таун», який нещодавно підвищився до вищого дивізіону. Він забив свій перший гол за клуб у Прем'єр-лізі 26 грудня під час нічийної гри зі «Сток Сіті» (1:1), але загалом за сезон футболісту вдалось лише тричі вразити ворота суперників у 37 матчах в усіх турнірах, через що по завершенні сезону, 24 липня 2018 року Інс підписав чотирирічний контракт із клубом Чемпіоншипу «Сток Сіті», який нещодавно вилетів, за початкову суму в 10 мільйонів фунтів стерлінгів, яка могла зрости до 12 мільйонів фунтів стерлінгів. Інс дебютував за «Сток» 5 серпня 2018 року проти «Лідс Юнайтед» (1:3) і зіграв 41 матч за команду у сезоні 2018/19 роках, забивши шість голів, а «гончарі» посіли 16-те місце в середині таблиці. Наступний сезон 2019/20 «Сток» і Інс розпочали в поганій формі, оскільки команда мала труднощі під керівництвом Натана Джонса. Попри зміну менеджера, Інс не міг покращити свою форму, і зазнав сильної критики після гри проти «Вігана» 30 червня 2020 року, де він виконав лише одну передачу за 57 хвилин. В підсумку він завершив сезон з трьома голами в 40 матчах, а «Сток» уникнув вильоту і посів 15-е місце.
Не забивши жодного голу у наступному сезоні і остаточно втративши місце в команді, 1 лютого 2021 року Інс приєднався на правах оренди на решту сезону 2020/21 до клубу «Лутон Таун». Через п'ять днів він дебютував за клуб, вийшовши на заміну в домашній грі проти «Гаддерсфілд Тауна» (1:1) і загалом провів сім матчів за «шляпників», перш ніж отримав травму зв'язок гомілковостопного суглоба і більше на поле не виходив.

### «Редінг»
Повернувшись до «Стока», Інс знову не зміг виграти конкуренцію за місце в основі і 31 січня 2022 року приєднався до «Редінг» на правах оренди на решту сезону 2021/22 років, зігравши за цей час 15 разів за і забивши двічі, по голу у ворота «Борнмута» та «Свонсі Сіті». Після цього Том покинув «Сток Сіті» в травні 2022 року у статусі вільного агента.
Після цього 21 червня 2022 року Інс підписав повноцінний трирічний контракт з «Редінг», де його батько Пол Інс був головним тренером. Станом на 10 січня 2023 року відіграв за клуб з Редінга 41 матч в національному чемпіонаті.

## Виступи за збірні

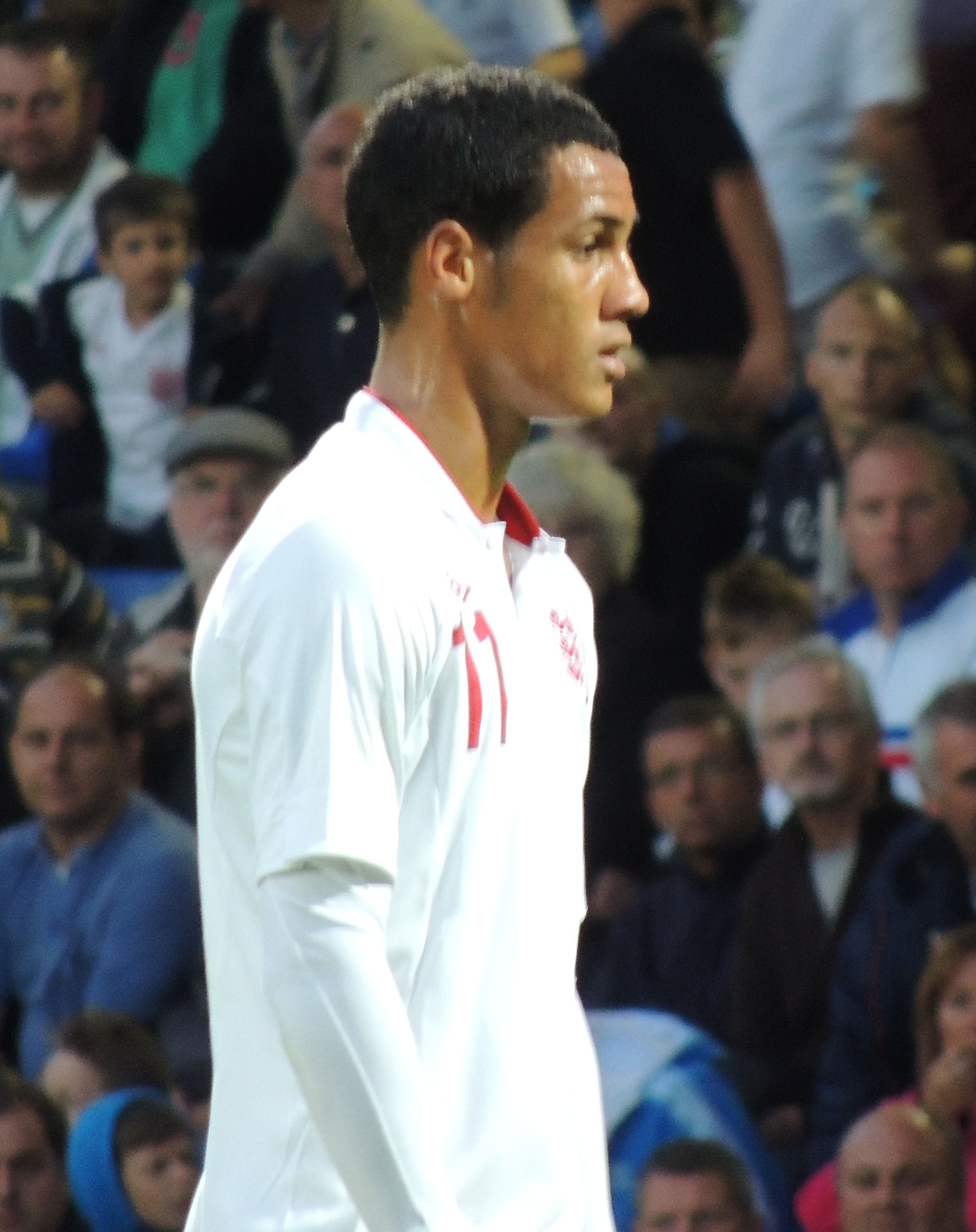
Том Інс у складі молодіжної збірної Англії. 2012 рік.

2009 року провів чотири гри у складі юнацької збірної Англії (U-17), після чого зіграв ще чотири матчі за збірну Англії до 19 років у 2011 році.
Протягом 2012—2014 років залучався до складу молодіжної збірної Англії, з якою був учасником молодіжного чемпіонату Європи 2013 року, де зіграв у двох матчах, а англійці не заробили жодного очка і не вийшли з групи. Всього на молодіжному рівні зіграв у 19 офіційних матчах, забив 3 голи.

## Статистика виступів

### Статистика клубних виступів
Статистика станом на 16 листопада 2021 року.
| Сезон                    | Команда                  | Чемпіонат                | Чемпіонат | Чемпіонат | Національний кубок | Національний кубок | Національний кубок | Континентальні кубки | Континентальні кубки | Континентальні кубки | Інші змагання | Інші змагання | Інші змагання | Усього | Усього |
| Сезон                    | Команда                  | Ліга                     | Ігор      | Голів     | Ліга               | Ігор               | Голів              | Ліга                 | Ігор                 | Голів                | Ліга          | Ігор          | Голів         | Ігор   | Голів  |
| ------------------------ | ------------------------ | ------------------------ | --------- | --------- | ------------------ | ------------------ | ------------------ | -------------------- | -------------------- | -------------------- | ------------- | ------------- | ------------- | ------ | ------ |
| 2010-січ. 2011           | «Ліверпуль»              | ПЛ                       | 0         | 0         | КА+КЛ              | 0+1                | 0                  | ЛЄ                   | -                    | -                    | -             | -             | -             | 1      | 0      |
| січ.-черв. 2011          | «Ноттс Каунті»           | 1Л (ІІІ)                 | 6         | 2         | КА+КЛ              | 2+0                | 0                  | -                    | -                    | -                    | -             | -             | -             | 8      | 2      |
| 2011–12                  | «Блекпул»                | ЧФЛ (ІІ)                 | 33+3      | 6+1       | КА+КЛ              | 4+1                | 1+0                | -                    | -                    | -                    | -             | -             | -             | 41     | 8      |
| 2012–13                  | «Блекпул»                | ЧФЛ (ІІ)                 | 44        | 18        | КА+КЛ              | 2+1                | 0                  | -                    | -                    | -                    | -             | -             | -             | 47     | 18     |
| 2013-січ. 2014           | «Блекпул»                | ЧФЛ (ІІ)                 | 23        | 7         | КА+КЛ              | 1+1                | 0                  | -                    | -                    | -                    | -             | -             | -             | 25     | 7      |
| Усього за «Блекпул»      | Усього за «Блекпул»      | Усього за «Блекпул»      | 100+3     | 31+1      |                    | 10                 | 1                  |                      | -                    | -                    |               | -             | -             | 113    | 33     |
| січ.-черв. 2014          | «Крістал Пелес»          | ПЛ                       | 8         | 1         | КА+КЛ              | 0                  | 0                  | -                    | -                    | -                    | -             | -             | -             | 8      | 1      |
| 2014–15                  | «Галл Сіті»              | ПЛ                       | 7         | 0         | КА+КЛ              | 1+1                | 1+0                | ЛЄ                   | 4                    | 0                    | -             | -             | -             | 13     | 1      |
| жовт.-груд. 2014         | «Ноттінгем Форест»       | ЧФЛ (ІІ)                 | 6         | 0         | КА+КЛ              | 0                  | 0                  | -                    | -                    | -                    | -             | -             | -             | 6      | 0      |
| лют.-черв. 2015          | «Дербі Каунті»           | ЧФЛ (ІІ)                 | 18        | 11        | КА+КЛ              | 0                  | 0                  | -                    | -                    | -                    | -             | -             | -             | 18     | 11     |
| 2015–16                  | «Дербі Каунті»           | ЧФЛ (ІІ)                 | 42+2      | 12+0      | КА+КЛ              | 1+1                | 0                  | -                    | -                    | -                    | -             | -             | -             | 46     | 12     |
| 2016–17                  | «Дербі Каунті»           | ЧФЛ (ІІ)                 | 45        | 14        | КА+КЛ              | 2+3                | 1+0                | -                    | -                    | -                    | -             | -             | -             | 50     | 15     |
| Усього за «Дербі Каунті» | Усього за «Дербі Каунті» | Усього за «Дербі Каунті» | 107       | 37        |                    | 7                  | 1                  |                      | -                    | -                    |               | -             | -             | 114    | 38     |
| 2017–18                  | «Гаддерсфілд Таун»       | ПЛ                       | 33        | 2         | КА+КЛ              | 2+2                | 1+0                | -                    | -                    | -                    | -             | -             | -             | 37     | 3      |
| 2018–19                  | «Сток Сіті»              | ЧФЛ (ІІ)                 | 38        | 6         | КА+КЛ              | 2+1                | 0                  | -                    | -                    | -                    | -             | -             | -             | 41     | 6      |
| 2019–20                  | «Сток Сіті»              | ЧФЛ (ІІ)                 | 38        | 3         | КА+КЛ              | 1+1                | 0                  | -                    | -                    | -                    | -             | -             | -             | 40     | 3      |
| 2020–21                  | «Сток Сіті»              | ЧФЛ (ІІ)                 | 7         | 0         | КА+КЛ              | 0                  | 0                  | -                    | -                    | -                    | -             | -             | -             | 7      | 0      |
| лют.-черв. 2021          | «Лутон Таун»             | ЧФЛ (ІІ)                 | 7         | 0         | КА+КЛ              | 0                  | 0                  | -                    | -                    | -                    | -             | -             | -             | 7      | 0      |
| 2021–22                  | «Сток Сіті»              | ЧФЛ (ІІ)                 | 2         | 1         | КА+КЛ              | 0+3                | 0+1                | -                    | -                    | -                    | -             | -             | -             | 5      | 2      |
| Усього за «Сток Сіті»    | Усього за «Сток Сіті»    | Усього за «Сток Сіті»    | 85        | 10        |                    | 8                  | 1                  |                      | -                    | -                    |               | -             | -             | 93     | 11     |
| Усього за кар'єру        | Усього за кар'єру        | Усього за кар'єру        | 362       | 84        |                    | 34                 | 5                  |                      | 4                    | 0                    |               | -             | -             | 400    | 89     |